# 台湾中小企業銀行
台湾中小企業銀行（台湾中小企銀、台湾企銀、台企銀）は、台湾の大手商業銀行のひとつで、中小企業向けに特化した金融機関である。本社は台北市大同区にある。
前身は、日本の旧無尽業法(1915年施行)に基づき設立された台湾無尽（1915年台北）および大正無尽（同年台南）であり、その後、合併および接収、国営化を経て、1998年に民営化された。

## 経歴
- 1915年6月 「臺灣無盡株式會社」台北市で設立。
- 1915年7月 「大正無盡株式會社」台南市で設立。
- 1920年7月1日  臺灣無盡及び大正無盡が合併し「臺灣勸業無盡株式會社」（台湾勧業無尽）となる。資本金50万円。本店台北市本町3丁目1番地（現在の台北市中正区懷寧街30号）。
- 1926年 台湾勧業無尽を改組し、「臺灣南部無盡株式會社」（営業地域・台湾南部）を設立。台湾勧業無尽の営業範囲は、台湾北部および南部となる。
- 1946年9月1日 台湾省行政長官公署の命令で、臺灣勸業無盡、臺灣南部無盡、東臺灣無盡及び臺灣住宅無盡の４つの（設立準拠法を日本とする）株式会社が合併し、中華民国の法律に基づく「臺灣無盡業股份有限公司」（台湾無尽業）となる。
- 1947年5月31日 台湾無尽業が「常盤土地株式會社」を吸収合併。
- 1947年6月1日 台湾無尽業が貯金互濟公司（相互掛金及び貯金を取り扱う金融機関で、日本でいう旧相互銀行に相当）に転換し、商号を「臺灣省人民貯金互濟股份有限公司」に変更。
- 1948年1月 臺灣省人民貯金互濟公司の商号を「臺灣省合會儲蓄股份有限公司」に変更。
- 1976年7月1日 銀行法の規定に基づき、臺灣省合會儲蓄公司を特殊会社たる銀行「臺灣中小企業銀行股份有限公司」（Medium Business Bank of Taiwan）[1]に転換し、台湾において最初の中小企業向け融資に特化した銀行となる[2]。
- 1998年1月22日 臺灣中小企業銀行を民営化。